# Tânagra
Tânagra (em grego:  Τανάγρα) é uma cidade da Grécia central, pertencente à prefeitura da Beócia. Sua área é de 122,53 quilômetros quadrados, sua altitude média é de 214 metros e sua população em 2001 era de 4134 habitantes.

## Mitologia
Tânagra foi uma das filhas do deus-rio Asopo com a ninfa Metope, filha do deus-rio Ladão.. Asopo e Metope tiveram vinte filhas (segundo Pseudo-Apolodoro) ou doze filhas (segundo Diodoro Sículo), neste caso as filhas são Córcira, Salamina, Égina,  Peirene, Cleone, Tebas, Tânagra, Tespeia, Asopis, Sinope, Ornia e Cálcis.
A ninfa Tânagra (que, na época de Pausânias, era chamada pelo povo de Tânagra de filha de Éolo) se casou com o fundador da cidade, Pimandro, filho de Ceresilau, filho de Iásio, filho de Eléuter, filho de Apolo e Etusa, filha de Posidão.
Mais tarde, quando Tânagra se tornou muito velha, a cidade passou a se chamar Greia (mulher velha), e foi com este nome que foi citada por Homero, na Ilíada.
Em Tânagra se localizava o túmulo de Órion e o Monte Cerício (atual Monte Tânagra), onde Hermes nasceu.

## História
Na Antiguidade Tânagra se ergueu onde antes se localizava a cidade de Greia, cuja primeira menção é feita por Homero em sua Ilíada. Depois recebeu o nome de Pimandria, em homenagem a seu fundador, Pimandro, que lutou na Guerra de Troia. Durante o Helenismo se tornou famosa pela produção de terracotas em série, elaboradas a partir de moldes, chamadas genericamente, a partir do nome da cidade, de Tânagras, cuja popularidade se estendeu por todo o mundo helenístico.

### Personagens
Corina foi a única poetisa lírica de Tânagra, e havia um retrato dela no ginásio de Tânagra, celebrando sua vitória sobre Píndaro.

## Tânagra moderna
A Tânagra moderna é a sede de uma das mais importantes bases militares gregas, e está rodeada de fazendas.